# Fantastic Four: Flame On
Fantastic Four: Flame On es un videojuego de 2005 desarrollado por Torus Games y publicado por Activision exclusivamente para Game Boy Advance. El personaje principal es Human Torch, superhéroe Marvel Comics y uno de los miembros de Fantastic Four. El juego está basado en la película Fantastic Four y cuenta su propia historia, utilizando más elementos de los cómics.

## Trama
Los cuatro astronautas son Reed Richards, Ben Grimm, Susan Storm y Johnny Storm vuelan al espacio para realizar investigaciones científicas. Sin embargo, su nave está expuesta a los rayos cósmicos y cuando los aventureros regresan a la Tierra, son puestos en cuarentena. Johnny descubre que ahora puede rodearse de llamas y convertirse en la Antorcha Humana.

## Jugabilidad
Fantastic Four: Flame On es un juego de plataformas de desplazamiento lateral para Game Boy Advance en el que el jugador controla únicamente a Johnny Storm, también conocido como Human Torch. El protagonista tiene muchas técnicas, como carreras de fuego, golpes de fuego, lanzamiento de bolas de fuego y ataques especiales: Supernova e Inferno. Los ataques especiales están disponibles cuando se llena la escala de energía, cuyo nivel aumenta después de la destrucción de los oponentes.
El jugador tendrá que luchar a través de niveles llenos de enemigos clásicos de los Cuatro Fantásticos: Skrulls. Durante el paso de niveles, el jugador recolecta cristales para ganar puntos adicionales y también libera a los prisioneros capturados por los Skrulls.

## Recepción
Los Cuatro Fantásticos: Flame On fue nombrado uno de los mejores juegos de superhéroes para Game Boy Advance por Screen Rant. En el sitio GameFAQs su calificación fue de 3 estrellas sobre 5